# Église Saint-Pierre-et-Saint-Paul d'Urs
L'église Saint-Pierre-et-Saint-Paul d'Urs est une église du XIIe siècle située sur la commune d'Urs, dans le département de l'Ariège, en France.

## Description
C'est une petite église romane à simple nef avec une abside en cul-de-four et avec un clocher-mur flanqué sur sa droite d'une tour plus ancienne interrompue au toit de l'ensemble. La porte date du XVIIe siècle.

## Localisation
Elle se trouve à 590 m d'altitude, au sud du village, en surplomb de la voie ferrée de la ligne de Portet-Saint-Simon à Puigcerda.

## Historique
L'église date du XIIe siècle.
Elle fait l'objet d'une inscription au titre des monuments historiques par arrêté du 16 juin 1965.

## Galerie

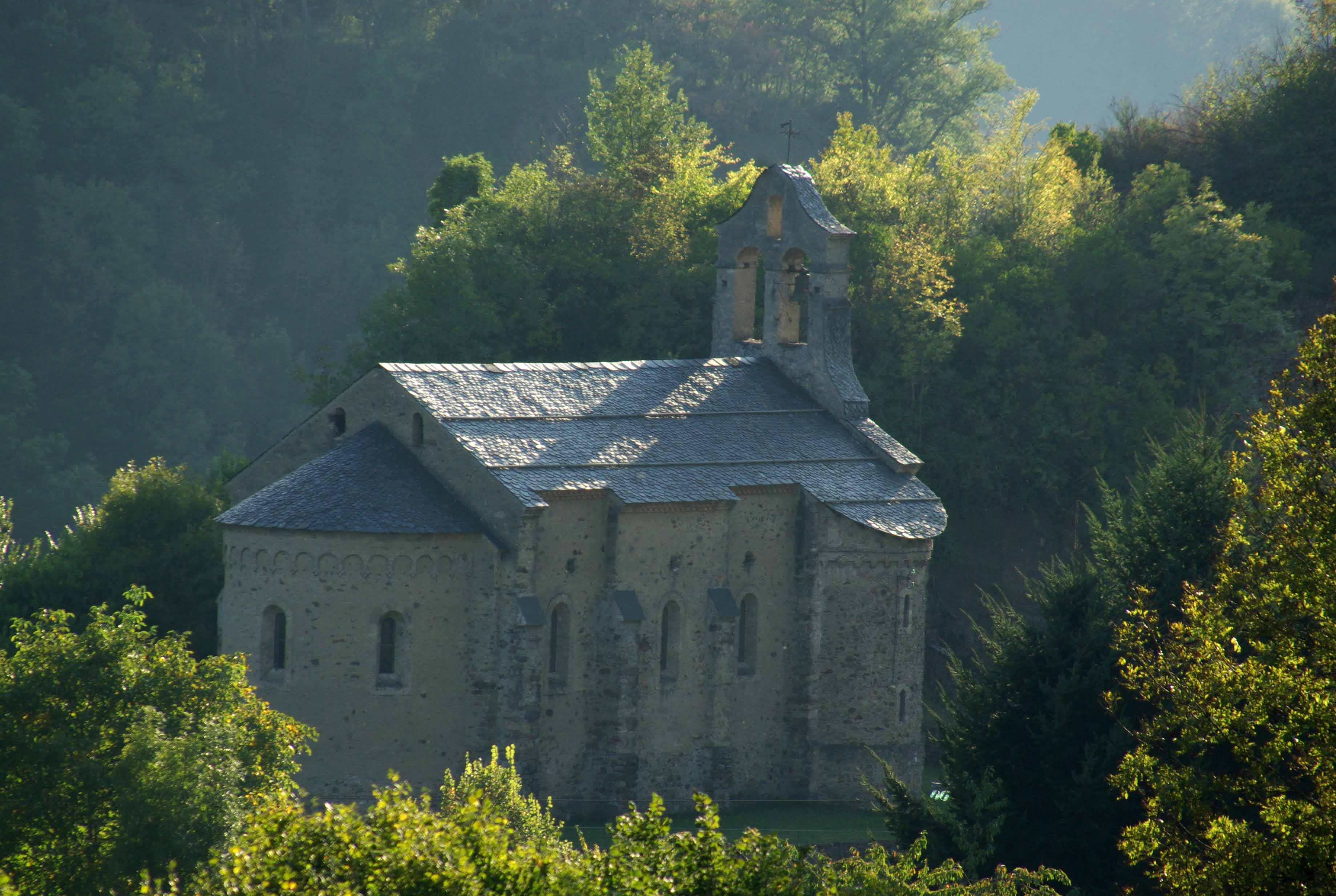
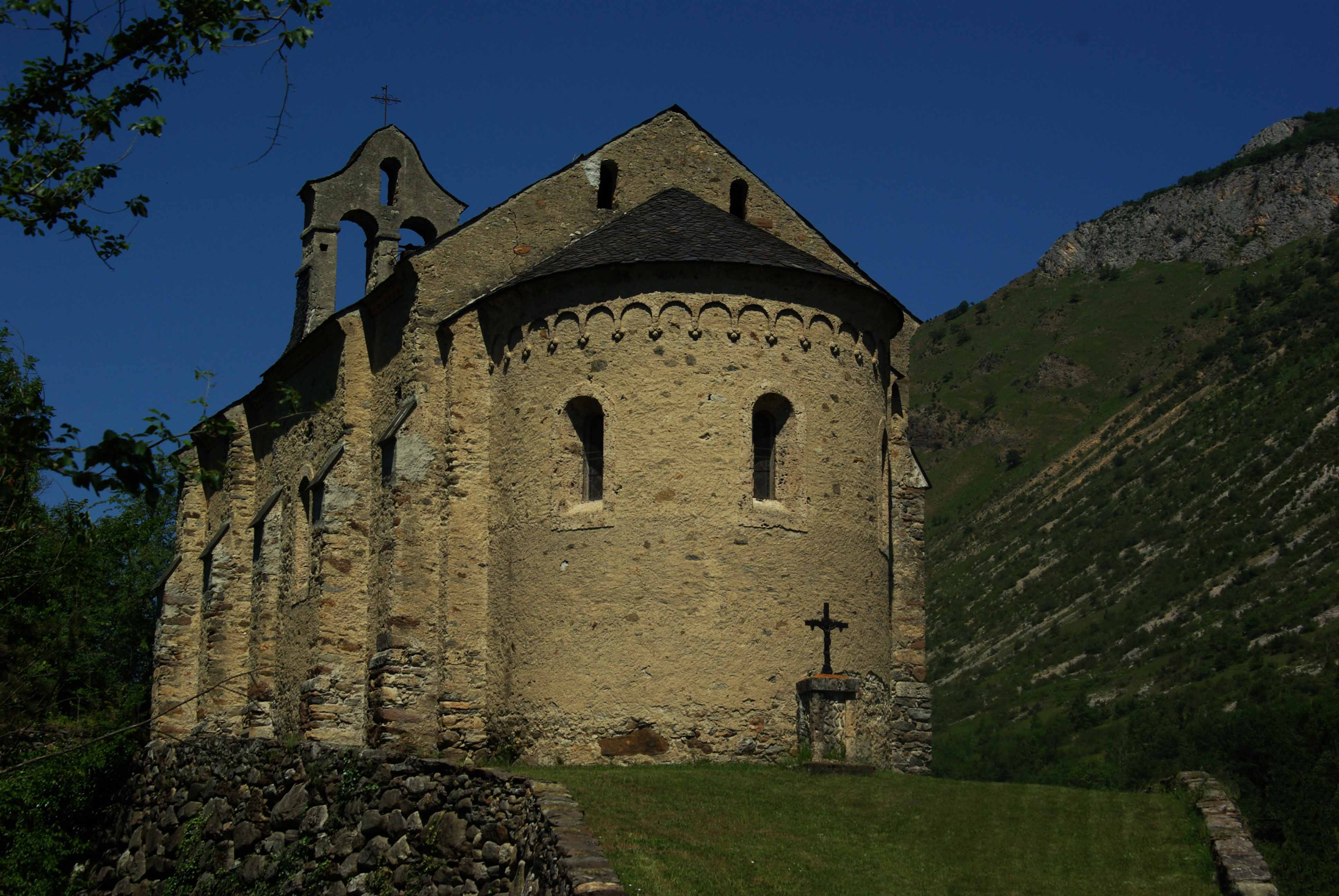
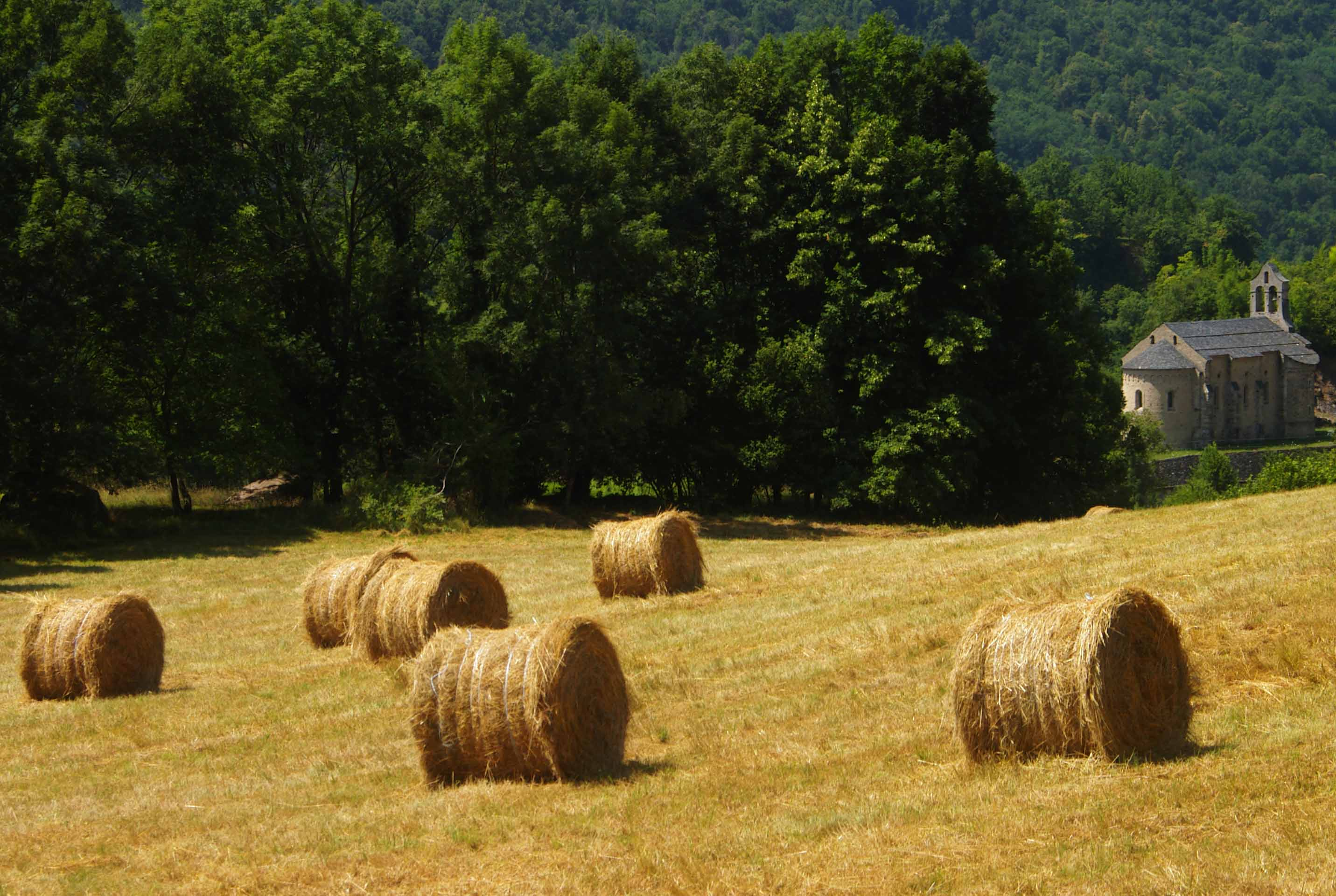
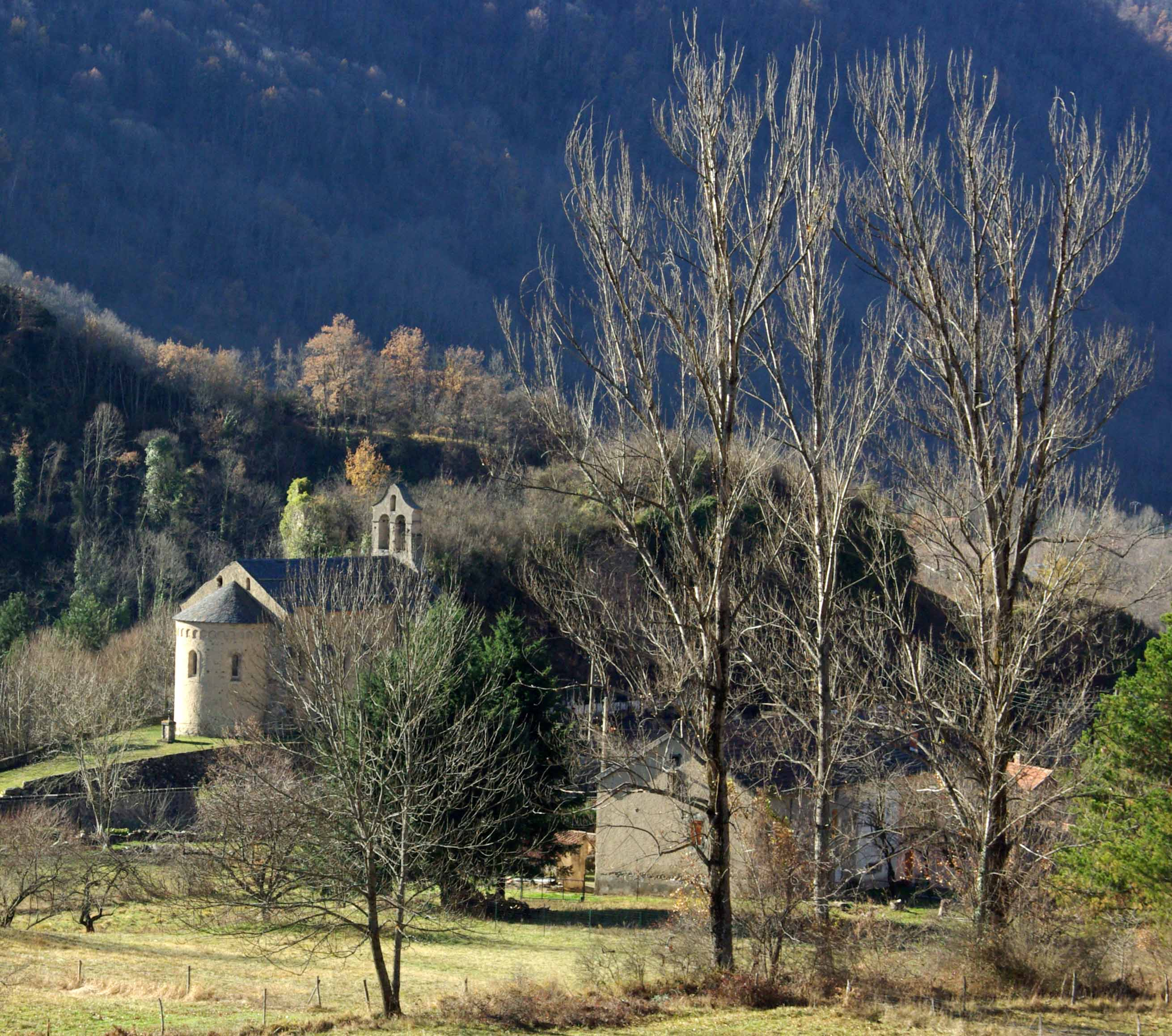